# 尼泊尔共产党（团结中心）
尼泊尔共产党（团结中心）是尼泊尔历史上的一个共产主义政党。1990年11月20日，该党由尼泊尔共产党（火炬） (1984年)、尼泊尔共产党（第四次大会）、无产阶级工人组织和尼泊尔共产党 (贾纳穆克希)比达里派合并而成，普什帕·卡迈勒·达哈尔任总书记。不久，巴布拉姆·巴特拉伊和什塔尔·库马尔领导的一个团体脱离尼泊尔共产党（火炬） (1983年)，转而加入该党。1994年，该党发生分裂，普什帕·卡迈勒·达哈尔领导的一派脱离该党，另立新党，也命名为“尼泊尔共产党（团结中心）”；同时，该党领导的群众组织尼泊尔联合人民阵线也发生分裂，巴布拉姆·巴特拉伊领导的一派同达哈尔领导的新党结盟。2002年4月22日，该党与尼泊尔共产党（火炬） (1983年)合并为尼泊尔共产党（团结中心－火炬）。